# Banksia subg. Isostylis
Banksia subg. Isostylis es un subgénero de Banksia  que incluye tres especies estrechamente relacionadas, todas endémicas de Suroeste de Australia Occidental. Los taxones del Subgénero Isostylis destacan porque no tienen la cabeza de flores grande  y las espigas en forma de "conos" generalmente características del género Banksia. Las flores se agrupan en la cabeza en lugar de cúpula, similar a las inflorescencias de las especies del género Dryandra.
La semejanza superficial de las inflorescencias de Isostylis con las del género Dryandra llevó a sugerir que este subgénero iba a ser transferida al género Dryandra. Sin embargo, más allá de esta similitud, Isostylis tiene mucho más en común con las especies de Banksia que con Dryandra. Si un cambio podría suceder en el futuro, sería más probable que se promueva la Isostylis a un rango independiente.
Se acepta generalmente que el subgénero Isostylis presenta un intermedio evolutivo entre Banksia y Dryandra, pero todavía se discuten los detalles. La más reciente clasificación taxonómica del género Banksia se basa en la suposición de que Banksia es el grupo más primitivo; que Isostylis es el grupo más avanzado del género Banksia; y Dryandra es aún más evolucionado. Hay dos supuestos: primero, que Dryanda sería el grupo más primitivo, seguido por Isostylis y luego por otras especies de Banksia; la otra es que Isostylis sería el grupo más primitivo, y Dryandra y Banksia han co-evolucionado a partir de un tipo de ancestro Isostylis.
Hay tres especies de Banksia subg. Isostylis. El banksia hojas de acebo, Banksia ilicifolia, se encuentra ampliamente distribuido y relativamente común. Las otras dos especies, Banksia cuneata y Banksia oligantha son raras y en peligro de extinción y están protegidos por la legislación australiana sobre la protección del medio ambiente y la preservación de la biodiversidad en 1999.